# Jewgenija Filippowna Derjugina
Jewgenija Filippowna Derjugina (* 26. Oktober 1923 in Simferopol; † 7. Mai 1944 in Balaklawa) war ein Maat  der 83. Marinebrigade der Sowjetischen Marine und eine landesweit bekannte sowjetische Sanitäterin im Zweiten Weltkrieg. Während der Schlacht um Sewastopol soll sie über 100 verwundete Soldaten und Kommandeure vom Gefechtsfeld getragen haben.

## Leben
Jewgenija Derjugina besuchte in Simferopol die Mittelschule und studierte dann am Schiffsbautechnikum in Sewastopol und besuchte Kurse zur Ausbildung als Krankenschwester. Sie sollte evakuiert werden und im Hinterland ihr Studium fortsetzen. Sie weigerte sich und erreichte, dass sie in der Schlacht um Odessa in einer Marineinfanteriekompanie als Sanitätsinstrukteur eingesetzt wurde. Sie arbeitete in der Aufklärung hinter den feindlichen Linien. Bei Odessa erhielt sie auch ihre erste Auszeichnung „Für Tapferkeit“.

«Einmal kam das Schiff in einen Angriff feindlicher Flugzeuge und geriet in Brand. Wir begannen eilig, die Verwundeten in Rettungsboote zu tragen. Das Beladen war fast beendet, als ein schwer verwundeter Offizier sagte, dass er in seiner Kajüte ein Paket mit wichtigen Dokumenten zurückgelassen hatte. Als Schenja das hörte, kehrte sie schnell auf das brennende Schiff zurück, fand das Paket und steckte es unter ihre Kleidung, aber sie schaffte es nicht auf das Deck zurückzukehren – sie verlor das Bewusstsein. So fand sie ein Mitglied der Schiffsbesatzung und trug sie auf Händen in das Rettungsboot. So bekam Schenja ihre erste Kampfauszeichnung – die Medaille „Für Tapferkeit“»

Von Odessa wurde sie auf einem Kriegsschiff nach Sewastopol evakuiert und kurierte dort ihre Verwundung aus. Bald nahm sie aber wieder teil an der Verteidigung Sewastopols, bei Balaklawa. Dort soll sie über 100 verwundete Soldaten und Kommandeure vom Gefechtsfeld getragen haben und wurde dabei selbst dreimal verwundet. Die Festung verließ sie schwimmend als eine der letzten. Nach mehreren Stunden wurde sie und ihre Gruppe, die sich gegenseitig halfen, von einem sowjetischen Wachboot aufgenommen und zur Kaukasusküste gebracht. Sie wurde mit ihrer Brigade nach Noworossijsk evakuiert und nahm dort an den Kämpfen beim „Kleinen Land“ teil. Im April/Mai 1944 nahm Jewgenija Derjugina mit einem Angriffsbataillon der 83. Brigade der Marineinfanterie an der Schlacht um die Krim teil. Innerhalb weniger Tage (vom 3. bis 7. Mai) trug sie 89 Verwundete aus der Frontlinie.

## Tod
Jewgenija wurde beim Sturm auf den Berg Sapun von einem Scharfschützen erschossen. Sie wurde in Balaklawa beerdigt und ihre Asche später auf Bitte ihrer Verwandten nach Simferopol überführt.

## Auszeichnungen
- Orden des Vaterländischen Krieges 1. Grades (postum)
- Orden des Roten Sterns
- Medaille „Für Tapferkeit“
- Medaille „Für die Verteidigung Odessas“
- Medaille „Für die Verteidigung Sewastopols“
- Medaille „Für Verdienste im Kampf“

## Gedenken
Nach Jewgenija Derjugina sind Straßen in Sewastopol (seit 6. Mai 1969) und Simferopol (seit 1975) benannt.
Derjugina ist auf einem großen Gemälde des Dioramas „Sturm auf den Berg Sapun am 7. Mai 1944“ abgebildet.
Ihr zu Ehren wurde die medizinische Fachschule in Sewastopol nach ihr benannt.